# Mike O'Callaghan-Pat Tillman Memorial Bridge
Le Mike O'Callaghan-Pat Tillman Memorial Bridge (aussi appelé Hoover Dam Bypass Bridge) est un pont en arc à quatre voies, sur la route 93 reliant les États du Nevada et de l’Arizona. Inauguré en octobre 2010, il est situé à une cinquantaine de kilomètres de Las Vegas. D'une longueur de 579 mètres, il surplombe le fleuve Colorado à une hauteur de 275 mètres. Le pont Mike O'Callaghan-Pat Tillman Memorial Bridge est nommé d'après un ancien gouverneur du Nevada et un joueur de football américain mort en Afghanistan après avoir rejoint l'armée et renoncé à une brillante carrière sportive.
Onzième pont le plus haut du monde, il est construit en aval du Barrage Hoover, au sommet duquel ont circulé les véhicules jusqu’à la fin de la construction.
Cet ouvrage permet d'améliorer le trafic routier sur un axe qui relie Phoenix à Las Vegas.
Il porte les noms du gouverneur Mike O'Callaghan et du sportif Pat Tillman.

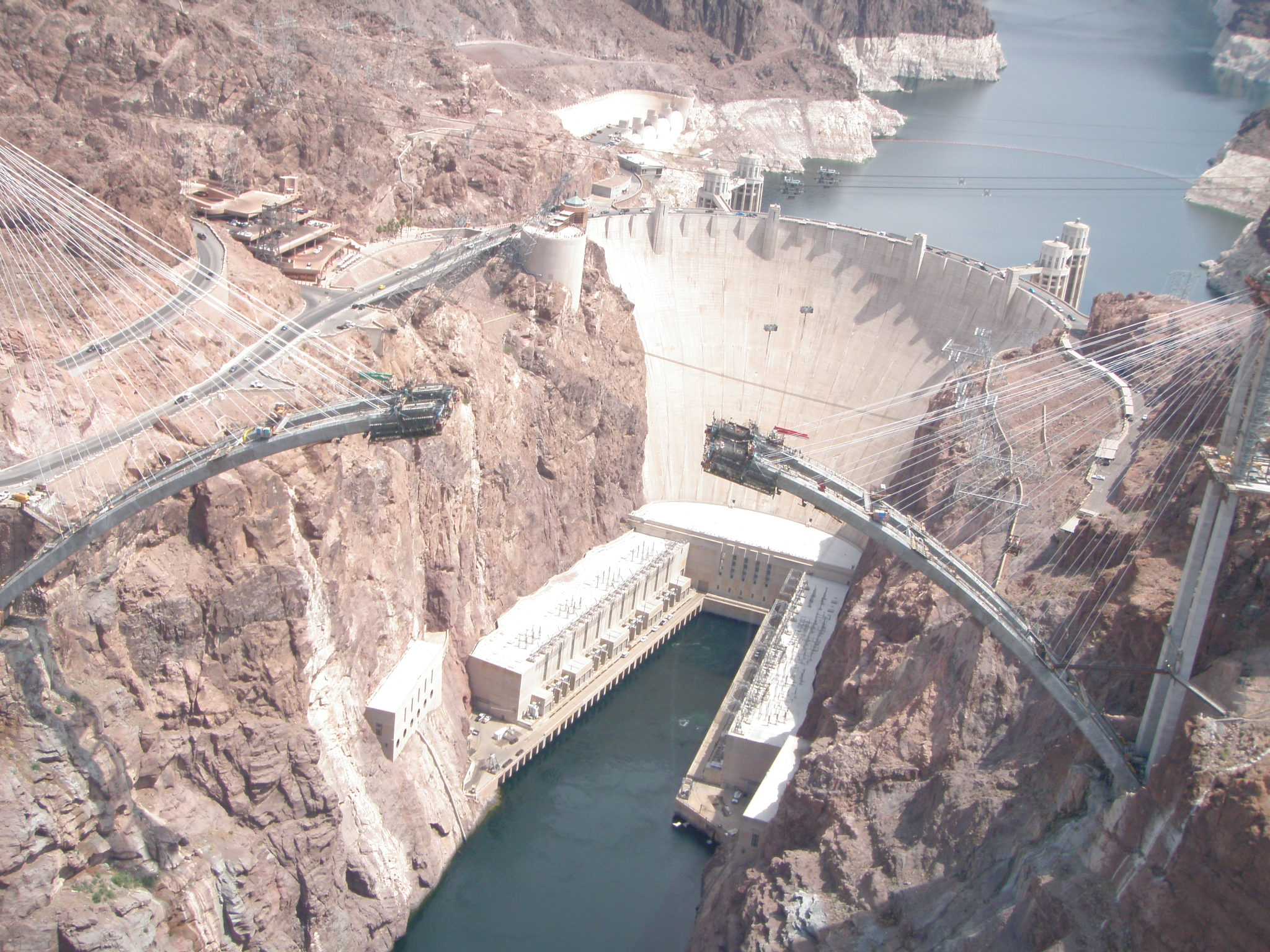
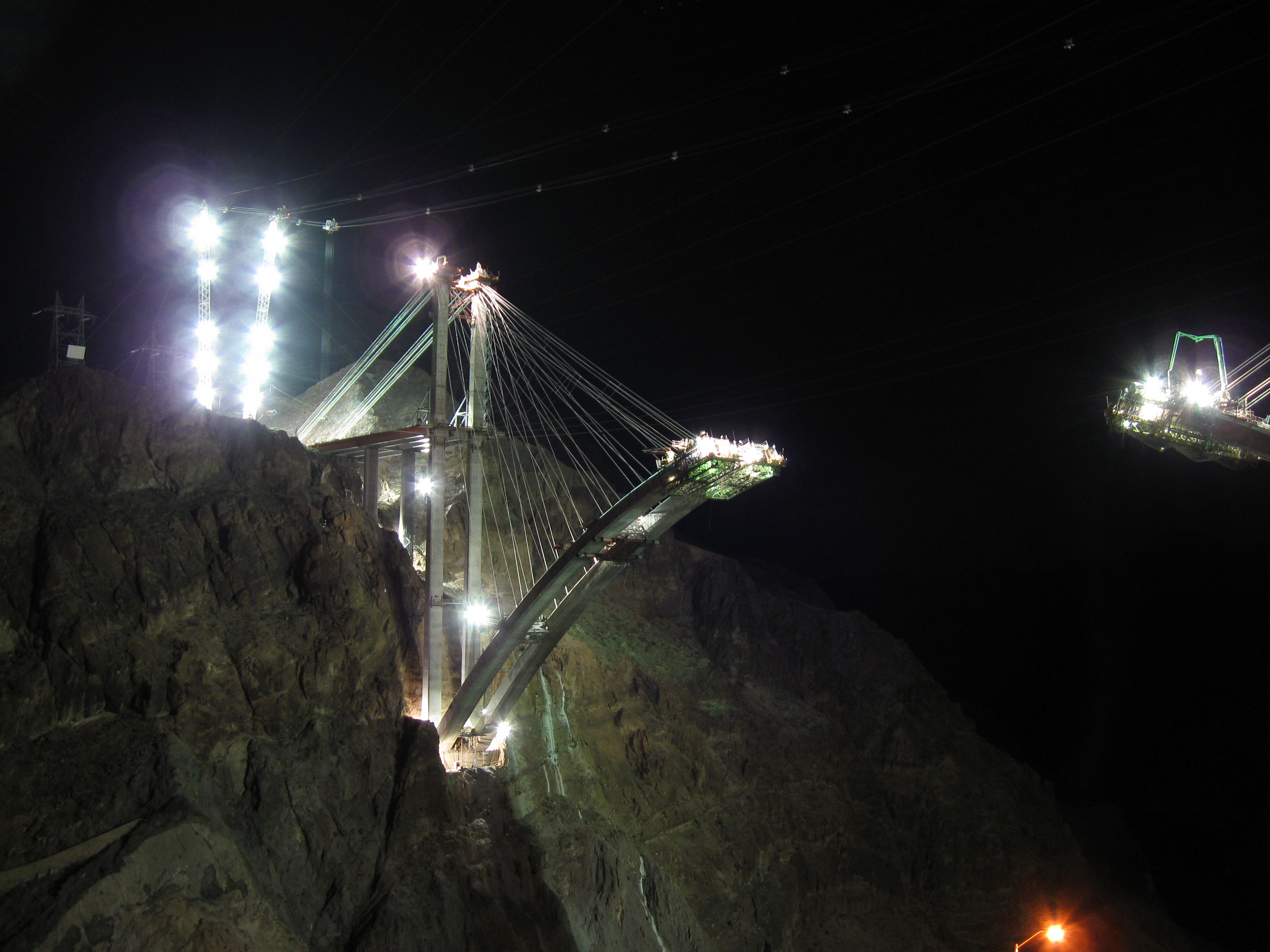
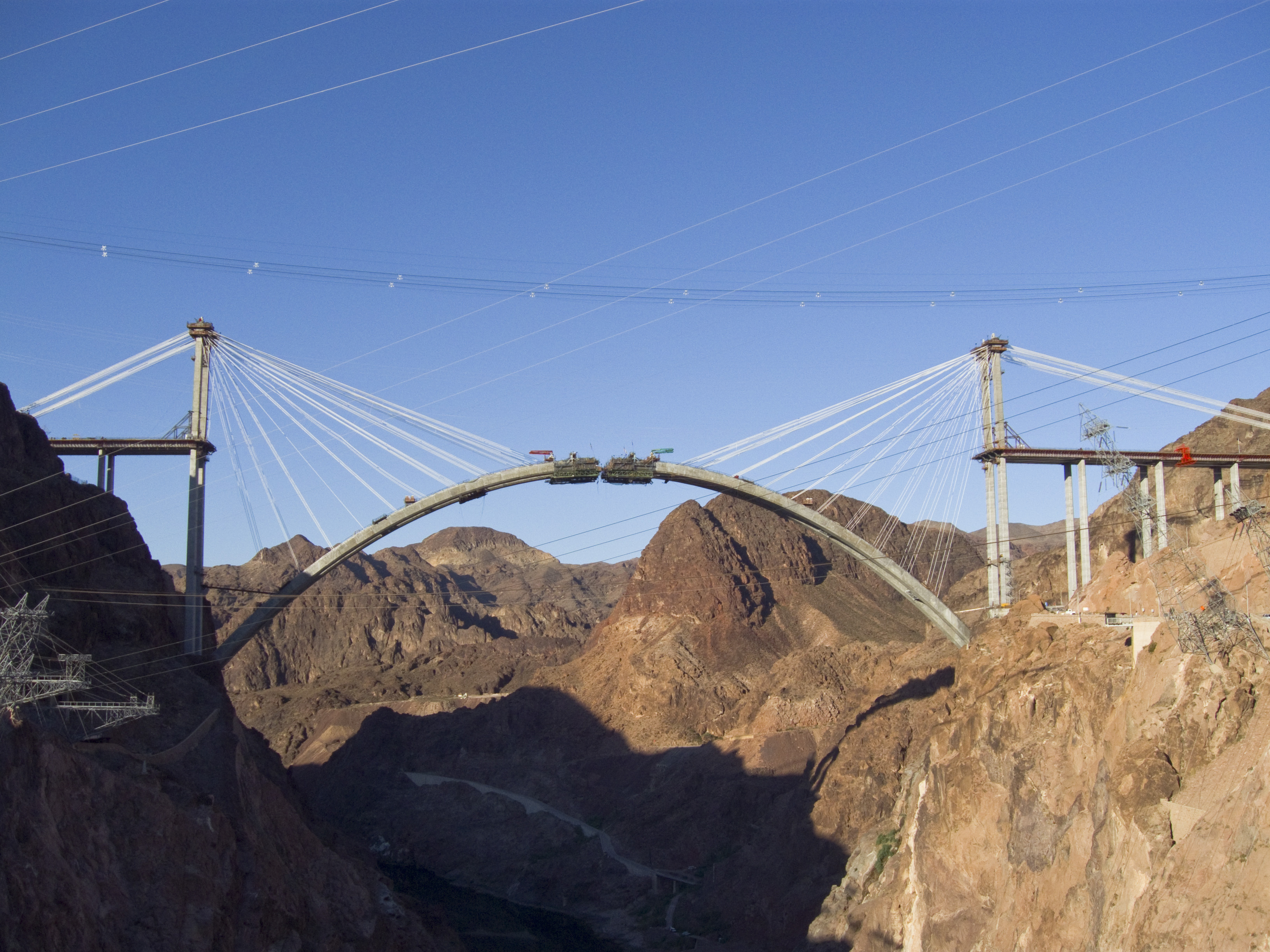
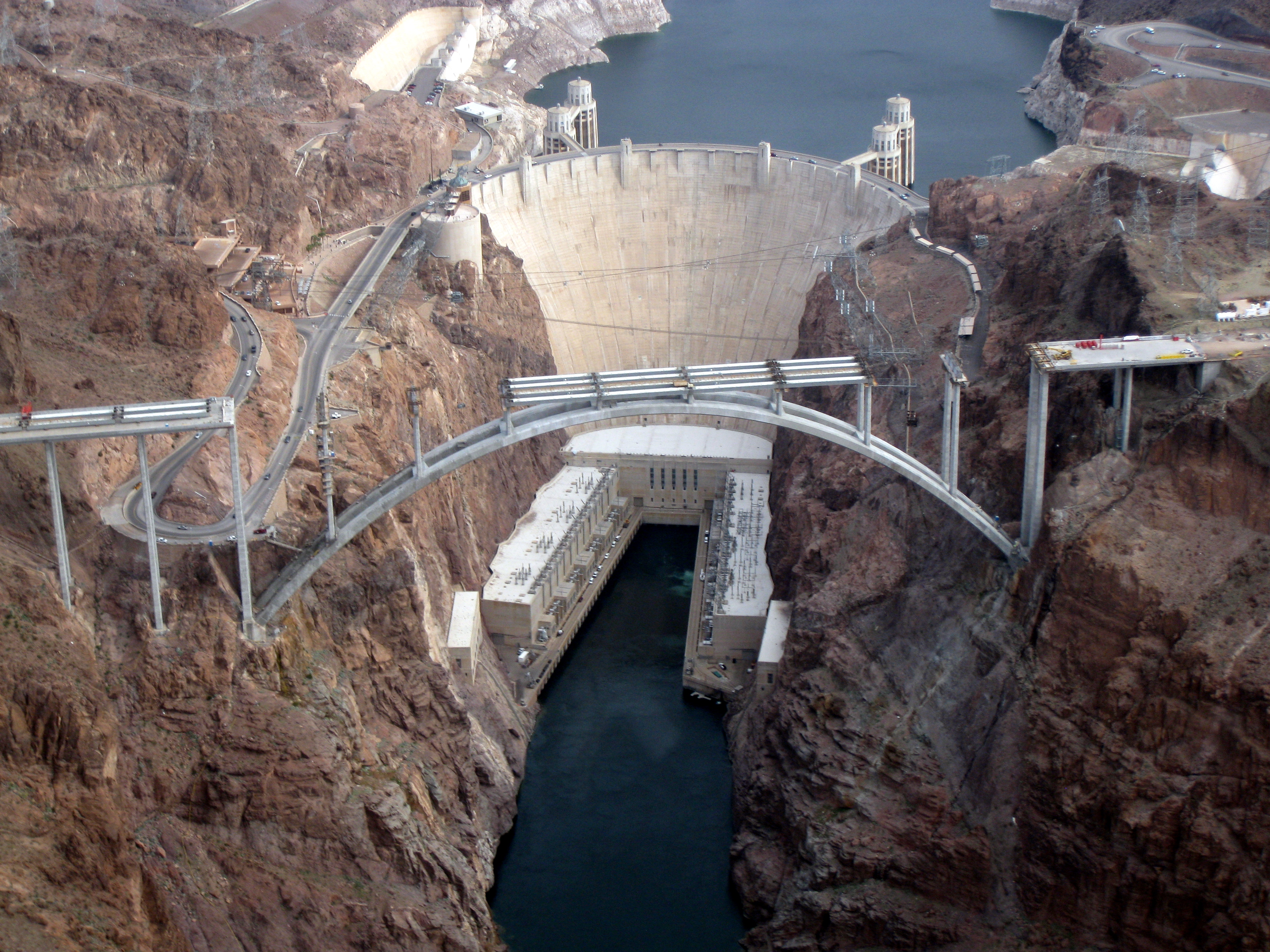